# XXIX dinastia egizia
La XXIX dinastia si inquadra nel periodo della Storia dell'Antico Egitto detto periodo tardo e copre un arco di tempo dal 399 a.C. al 380 a.C.
| prenomen            | nomen        | Sesto Africano | Eusebio di Cesarea | Cronaca demotica | periodo di regno    |
| Baenra merineteru   | Naifaaured   | Nepherites     | Nepherites         | Nefaarud I       | 399 a.C. - 393 a.C. |
|                     | Hernebkha    |                | Muthis             |                  | 393 a.C.            |
| Ueserra setepenptah | Pasherienmut | Psammuthis     | Psammuthis         |                  | 393 a.C.            |
| Maatibra            | Hakor        | Achoris        | Achoris            |                  | 393 a.C. - 380 a.C. |
|                     | Naifaaured   | Nepherites II  | Nepherites II      | Nefaarud II      | 380 a.C.            |